# Royal College of Art
Royal College of Art – brytyjska uczelnia artystyczna, z siedzibą w South Kensington, w Londynie, w Wielkiej Brytanii.

## Historia
Uczelnia została założona w 1837 pod nazwą Government School of Design. Po Wielkiej Wystawie w Londynie, placówkę przemianowano w 1853 na National Art Training School, a w 1896 na Royal College of Art.
Od 1967 wraz z otrzymaniem królewskiego przywileju (Royal Charter) posiada status uniwersytetu. Oferuje kierunki na poziomie magisterskim i doktorskim z zakresu m.in. sztuk pięknych, sztuki użytkowej, projektowania, komunikacji i nauk społecznych.

## Znani absolwenci
- Peter Blake;
- George Clausen;
- Roger Dean;
- James Dyson;
- Haris Epaminonda;
- Luke Fildes;
- Catherine Greenaway;
- Barbara Hepworth;
- David Hockney;
- Edwin Lutyens;
- Henry Moore;
- Chris Ofili;
- bracia Quay;
- Ridley Scott;
- Storm Thorgerson.